# Minneapolis Chicago, Milwaukee, St. Paul and Pacific Railroad Depot

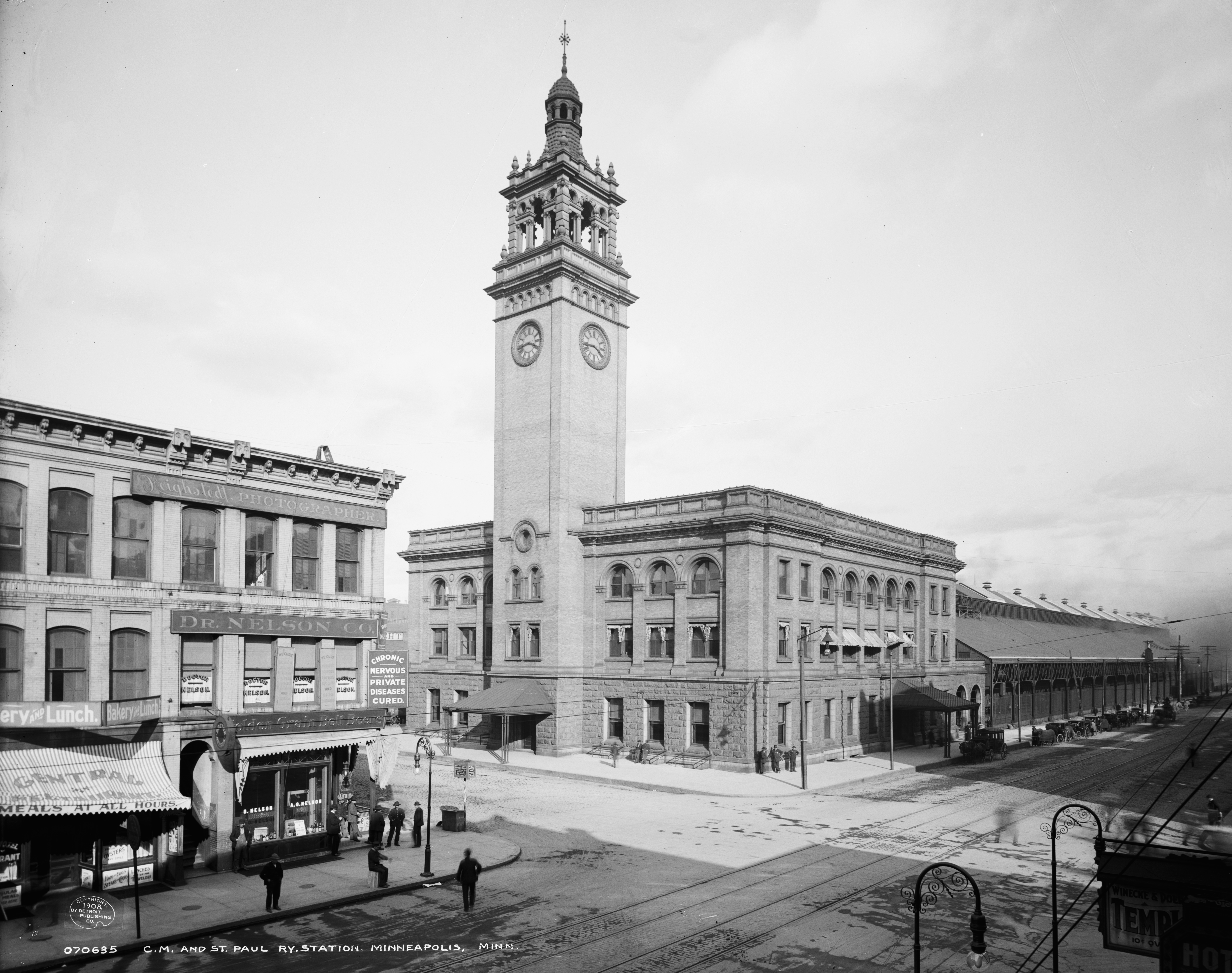
Der Bahnhof um 1908

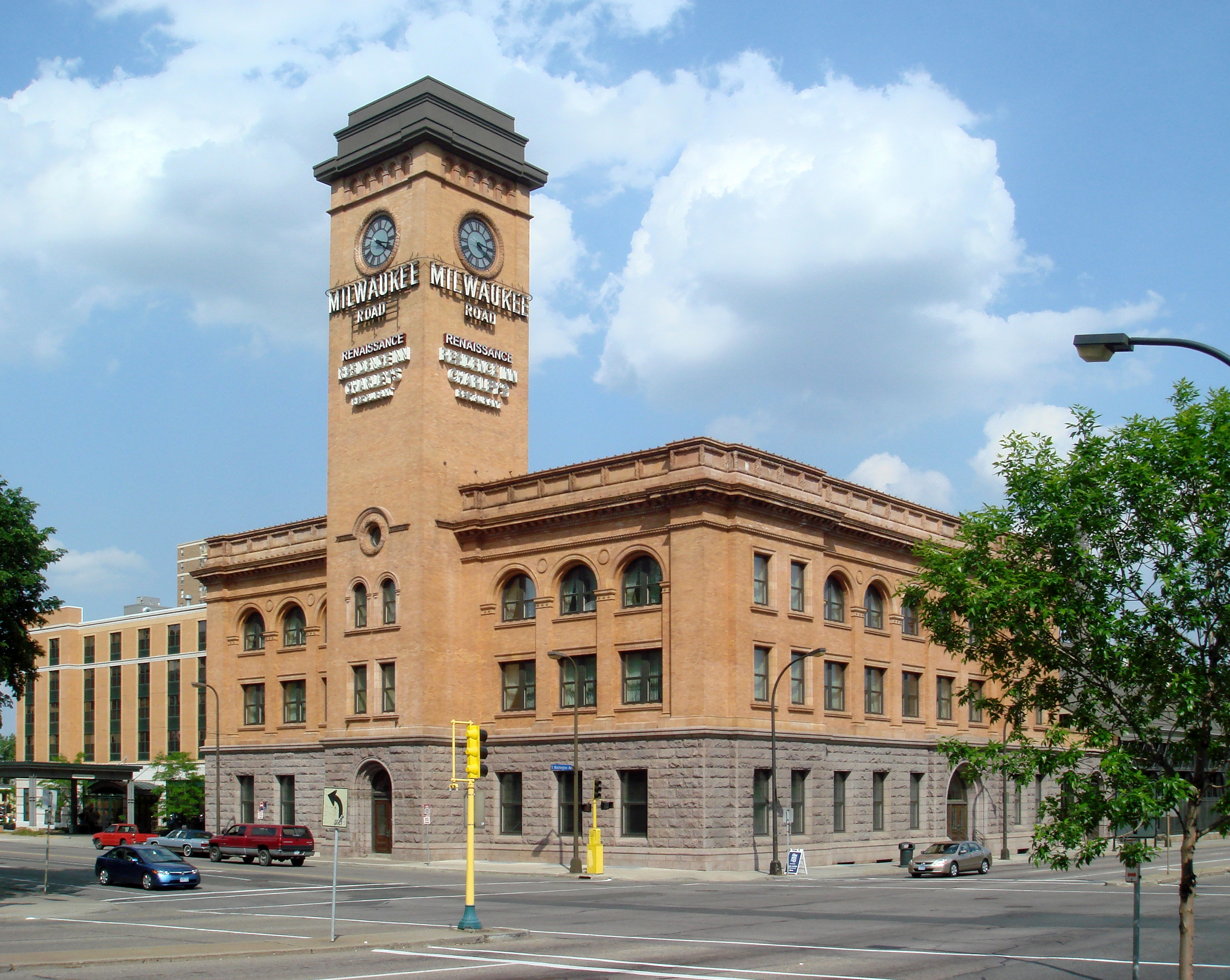
Der stillgelegte Bahnhof in der Washington Avenue

Das Chicago, Milwaukee, St. Paul and Pacific Depot, Freight House and Train Shed (auch bekannt als Milwaukee Road Depot) ist ein ehemaliger Personen- und Güterbahnhof in Minneapolis im US-Bundesstaat Minnesota. Nachdem er 1971 stillgelegt wurde, wird er heute unter dem Namen The Depot von Hotellerie und Gastronomie genutzt und enthält neben einem Wasserpark auch eine Eislaufbahn.

## Geschichte
Mit der Minnesota Central Railroad, einer Vorgängergesellschaft der Chicago, Milwaukee, St. Paul and Pacific Railroad von Minneapolis nach Mendota, erhielt Minneapolis 1865 Anschluss an das Eisenbahnnetz. 1879 errichtete die Bahngesellschaft in Minneapolis ein Lagerhaus und eine Eisenbahnstation. Diese wurde 1899 durch den Bau des von Charles Frost im Baustil der Neorenaissance entworfenen Bahnhofs ersetzt und anschließend abgerissen. Im Inneren erhielt der neue Bahnhof prunkvolle Durchgänge und mit weißem Marmor und Eichenholzdecken ausgestatteten Wartehallen. Die Bahnsteiganlagen wurden von einer lichtdurchfluteten Stahl-Glas-Konstruktion überdacht. Die Baukosten lagen bei rund 200.000 US-Dollar. Markantes Objekt ist der Uhrenturm, der nach Vorbild der Giralda in Sevilla gestaltet worden war. 1941 zerstörte ein Sturm die Dachspitze des Turms, der seitdem ein flaches Dach hat.
In der ersten Hälfte des 20. Jahrhunderts wurden große Mengen des Transports von Stückgut aus und in die Region Minneapolis-St. Paul über den Bahnhof abgewickelt. Auch der Personenverkehr spielte eine zunehmend größere Rolle. 1916 verließen täglich 15 Reisezüge den Bahnhof, darunter auch der Hiawatha, der die Twin Cities mit Chicago verband. Den Höhepunkt erreichte der Bahnhof 1920, als er täglich 29 Züge abfertigte.
Mit zunehmender Entwicklung des Kraftfahrzeug- und Straßenverkehrs in dieser Zeit verringerte sich die Bedeutung des Schienenverkehrs und damit auch des Bahnhofs. Im Personenverkehr sanken allmählich die Passagierzahlen und der Güterumschlag. 1971 wurde der Bahnbetrieb schließlich stillgelegt und das zugehörige Gebäude fortan als Bürogebäude genutzt. 1978 wurde das vormalige Bahnhofsgebäude in das National Register of Historic Places als „Chicago, Milwaukee, St. Paul and Pacific Depot, Freight House and Train Shed“ eingetragen. Nachdem Pläne zur Neugestaltung immer wieder verworfen worden waren, wurde Ende der 1990er Jahre das Grundstück von der CSM Corporation gekauft und umgestaltet. Im Jahre 2001 fertiggestellt, beinhaltet es neben einem Renaissance Hotel und einem Residence Inn der Hotelkette Marriott International auch mehrere Gastronomiebetriebe, einen Indoor-Wasserpark und eine Eisbahn.